# Jesen
Jesen je jedno od četiri godišnjih doba. Na sjevernoj polutki traje dio rujna (kalendarski od 23.), cijeli listopad, studeni i dio prosinca (do 21.), a na južnoj Zemljinoj polutki dio ožujka, cijeli travanj, svibanj i dio lipnja. Na dan početka jeseni, takozvanu ravnodnevicu, koja obično počinje 23. rujna, dan i noć traju po 12 sati pa postupno nakon tog datuma dani postaju kraći od noći, a noći duže od dana. Zbog eliptičnosti Zemljine putanje i veće brzine gibanja u blizini perihela, jesen na sjevernoj polutki traje kraće nego na južnoj.
Jesen donosi berbu plodova na većini biljka trajnica kao što su jabuke, kruške, šljive, grožđe... Isto tako, na većini listopadnih stabala tijekom jeseni će otpasti sve lišće. Također, tijekom jeseni životinje koje spavaju zimski san završavaju nakupljanje masnih naslaga i zaliha hrane koje će im omogućiti prezimljavanje.